# 里斯·威廉斯 (英格蘭足球運動員)
里斯·威廉斯（英語：Rhys Williams，2001年2月3日—）是一名英格蘭足球運動員，出生於英格蘭普雷斯頓，場上司職中堅。現時効力英超球隊利物浦。

## 球會生涯

### 利物浦
威廉斯於10歲時加入利物浦的青訓系統 ，於2019年取得足總杯青年杯。
2019年8月，球會京達米士特向利物浦借用威廉斯至球季結朿。
2020年9月，威廉斯與利物浦簽訂了長期合約 。
2020年9月24日，威廉斯在聯賽盃第三圈作客林肯城比賽中首次亮相，利物浦以7-2獲勝。2020年10月21日，威廉斯在歐聯分組賽第一場作客阿積士，在第90分鐘上場替補
，首次在欧聯亮相。2020年12月16日，威廉斯上演英超首秀，利物浦以2-1擊敗熱刺。

## 國家隊生涯
英格蘭青年代表隊
威廉斯代表英格蘭U18及英格蘭U19。2020年10月5日，威廉斯收到他的第一次英格蘭U21徵召，並在2020年10月7日對陣安道爾21歲以下足球代表隊中首次亮相。

## 榮譽
利物浦青年隊
- 英格蘭足總青年盃: 2018年至2019年賽季[13]

## 外部連結
- 威廉斯利物浦官方球員介紹 （页面存档备份，存于）
- Soccerway資料庫：里斯·威廉斯